# Správní obvod obce s rozšířenou působností Moravský Krumlov
Správní obvod obce s rozšířenou působností Moravský Krumlov je od 1. ledna 2003 jedním ze dvou správních obvodů rozšířené působnosti obcí v okrese Znojmo v Jihomoravském kraji. Čítá 33 obcí.
Města Moravský Krumlov a Miroslav jsou obcemi s pověřeným obecním úřadem.

## Seznam obcí
Poznámka: Města jsou vyznačena tučně, městyse kurzívou.
- Bohutice
- Čermákovice
- Damnice
- Dobelice
- Dobřínsko
- Dolenice
- Dolní Dubňany
- Džbánice
- Horní Dubňany
- Horní Kounice
- Hostěradice
- Jamolice
- Jezeřany-Maršovice
- Jiřice u Miroslavi
- Kadov
- Kubšice
- Lesonice
- Miroslav
- Miroslavské Knínice
- Moravský Krumlov
- Našiměřice
- Olbramovice
- Petrovice
- Rešice
- Rybníky
- Skalice
- Suchohrdly u Miroslavi
- Tavíkovice
- Trnové Pole
- Trstěnice
- Tulešice
- Vedrovice
- Vémyslice

## Obyvatelstvo
| Rok  | Obyv.  | ± %    |
| ---- | ------ | ------ |
| 1869 | 21 986 | —      |
| 1880 | 23 372 | +6,3 % |
| 1890 | 24 267 | +3,8 % |
| 1900 | 25 277 | +4,2 % |
| 1910 | 26 145 | +3,4 % |

| Rok  | Obyv.  | ± %     |
| ---- | ------ | ------- |
| 1921 | 27 242 | +4,2 %  |
| 1930 | 27 591 | +1,3 %  |
| 1950 | 22 315 | −19,1 % |
| 1961 | 23 964 | +7,4 %  |
| 1970 | 22 916 | −4,4 %  |

| Rok  | Obyv.  | ± %    |
| ---- | ------ | ------ |
| 1980 | 23 187 | +1,2 % |
| 1991 | 22 568 | −2,7 % |
| 2001 | 22 375 | −0,9 % |
| 2011 | 21 799 | −2,6 % |
| 2021 | 22 291 | +2,3 % |